# Institut St. Bonifatius

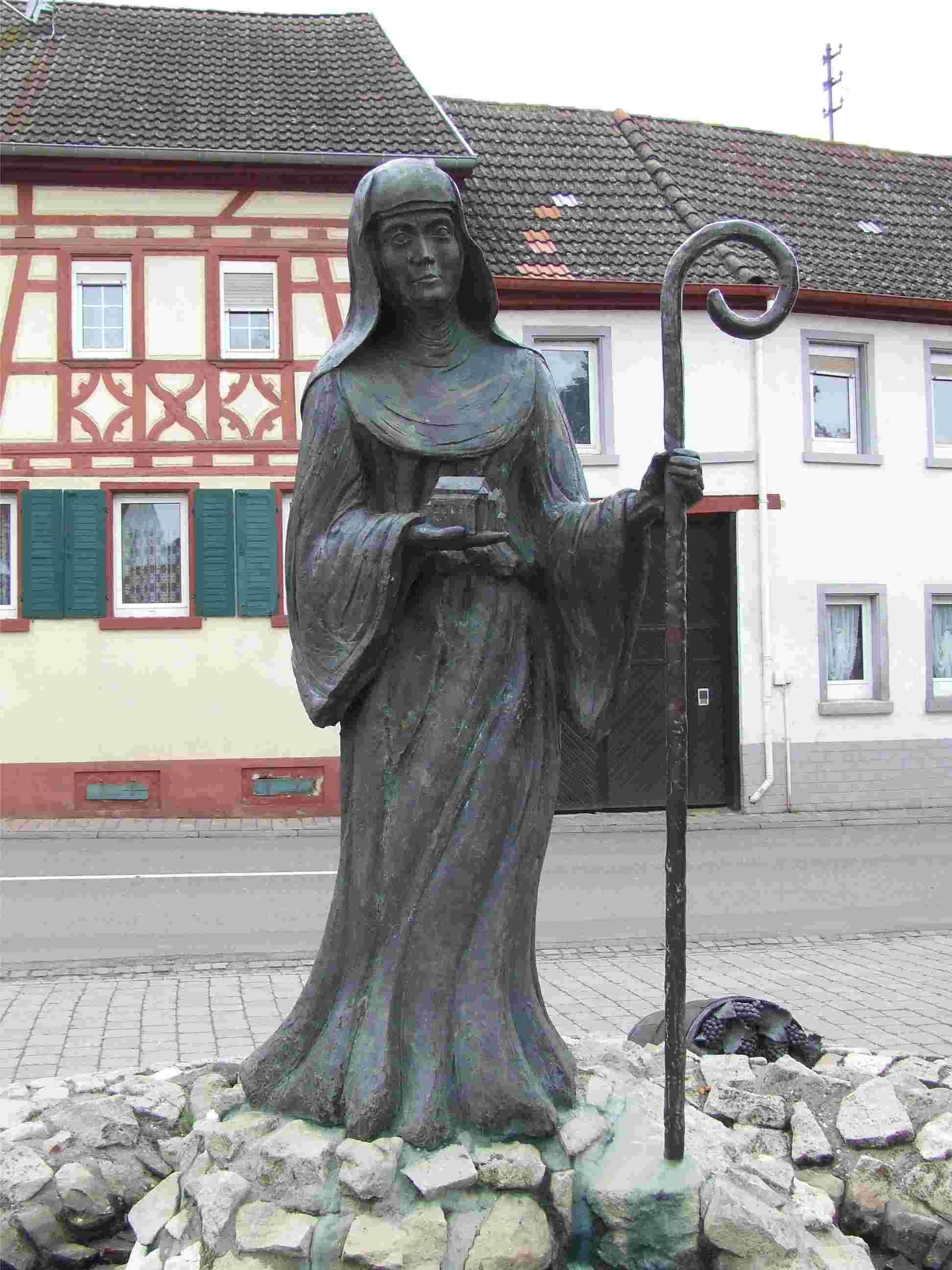
Brunnendenkmal der hl. Lioba in Schornsheim

Das Institut St. Bonifatius ist ein missionsbenediktinisches Säkularinstitut, kirchenrechtlich ein Institut des geweihten Lebens, in der katholischen Kirche. Die Mitglieder leben und wirken nach dem Vorbild des hl. Bonifatius und der hl. Lioba von Tauberbischofsheim, sie wollen als Glaubensboten einen Dienst an den Menschen leisten. 

## Geschichte
Die Idee, eine Frauengemeinschaft zu gründen, entstand in den Nachkriegsjahren zwischen 1945 und 1947. In der Abtei Schweiklberg in Vilshofen an der Donau bei Passau hatte sich eine Gruppe zusammengefunden und für eine gemeinsame Arbeit entschieden: Sie wollte Kindern und Jugendlichen in der Not helfen, ihnen eine Ausbildung geben und ihnen eine christliche Erziehung vermitteln. Darüber hinaus hatten die Frauen sich in der Flüchtlingshilfe eingesetzt. Die benediktinische Gemeinschaft wurde Ostern 1949 von P. Cyprian Mayr OSB (1907–1992) gegründet. Ihren ersten Dienst übernahm die Gemeinschaft im Kinderkurheim Haus Nordmark in Westerland auf Sylt. Gleichzeitig wurde die Gemeinschaft in die Arbeit der Inselseelsorge eingebunden. 
Im Jahr 1950 errichtete die Gemeinschaft ihr Zentrum auf dem Kupferberg 1 in Detmold. 1978 folgte ihre Anerkennung als Institut päpstlichen Rechts. In den 1960er Jahren entwickelte sich das Institut St. Bonifatius zu einer weltweiten Organisation. 1965 gingen die ersten Mitglieder nach Guatemala, 1966 nach Ruanda. 1978 wurde die Gemeinschaft als Institut päpstlichen Rechts anerkannt.

## Lebensform
Die Frauen, die mitten unter den Menschen leben, führen ein gottgeweihtes Leben nach der Regel des hl. Benedikt. Sie legen Profess ab und versprechen nach den Evangelischen Räten ein Leben in Armut, Ehelosigkeit und Gehorsam. Die Mitglieder leben entweder als einzelne Person oder in kleinen Gruppen. Die zweijährige Ausbildung findet auf den verschiedenen Kontinenten in den jeweiligen regionalen Zentren der Gemeinschaft statt, in Europa zum Teil in der Ausbildungsgruppe in Münster, und endet mit der ersten Profess. Nach weiteren neun Jahren werden die Gelübde auf Lebenszeit abgelegt.

## Gliederung
Weltweit hat das Institut St. Bonifatius etwa 180 Mitglieder. Der Hauptsitz und die Verwaltungszentrale der Gemeinschaft befinden sich seit 1951 auf dem Kupferberg in Detmold. Weitere Gruppen der Gemeinschaft arbeiten in Großbritannien (London), Italien (Rom) und Spanien. Ihre Niederlassung in Levanger (Norwegen) mussten sie 2018 schließen. Im europäischen Raum sind insgesamt 119 Mitglieder tätig. In Ruanda und der Demokratischen Republik Kongo versehen neunzehn Mitglieder ihren Dienst, und in Guatemala sind es 50 Mitglieder.